# Fall Mehmet
Der Fall Mehmet war ein Rechtsstreit um den jugendlichen Serienstraftäter Muhlis Ari (* 1984 in München; bekannt geworden unter dem Pseudonym Mehmet), der Anlass für eine lang anhaltende öffentliche Debatte um Jugend- und Ausländerkriminalität in Deutschland war. „Mehmet“ erlangte Bekanntheit, nachdem er bis 1998 mehr als 60 Straftaten begangen hatte und in die Türkei, deren Staatsbürger er ist, abgeschoben wurde.
Sein Pseudonym bekam er als jugendlicher Straftäter aus Datenschutzgründen. Sein deutscher Wohnort war München-Neuperlach.

## Erste Verurteilung und Abschiebung
Bis zu seinem 14. Geburtstag hatte „Mehmet“ mehr als 60 Diebstähle und Einbrüche, Körperverletzungen, Erpressungen, Nötigungen und Raubüberfälle begangen. Als er 1998 mit 14 Jahren – und damit strafmündig – einen Schüler krankenhausreif schlug und das bewusstlose Opfer ausraubte, wurde er am 9. Oktober desselben Jahres vom Amtsgericht München zu einer unbedingten Jugendstrafe von 12 Monaten verurteilt. Diese Strafe trat er nie an, weil er stattdessen auf Veranlassung der Stadtverwaltung München, die seine Aufenthaltserlaubnis nicht verlängerte, in die Türkei abgeschoben wurde. Der Fall sorgte international für Aufsehen, weil erstmals ein Kind von rechtmäßig in Deutschland lebenden Ausländern allein zurück in deren angestammte Heimat abgeschoben wurde.
Nach seiner Abschiebung setzten sich Medien in der Türkei zunächst für Mehmet ein. Er präsentierte kurzzeitig Musikvideos auf dem Musiksender Kral TV, wurde jedoch nach Verdacht auf Diebstahl entlassen.

## Zweite Verurteilung und Flucht
In Deutschland folgte ein jahrelanger Rechtsstreit. Im November 2001 entschied der Bayerische Verwaltungsgerichtshof, „Mehmet“ dürfe nach Deutschland zurückkehren. Da seine Eltern seit über 30 Jahren in München lebten, musste die Stadt München eine Aufenthaltsgenehmigung erteilen. Diese richterliche Entscheidung wurde acht Monate später auch vom Bundesverwaltungsgericht bestätigt. Die Abschiebung wurde für rechtswidrig erklärt. Knapp vier Jahre nachdem er Deutschland zwangsweise verlassen hatte, durfte er per Gerichtsbeschluss 2002 wieder zurückkehren. Seine immer noch offene Haftstrafe musste er nicht antreten, da sie vom Jugendgericht zur Bewährung ausgesetzt wurde. Er holte laut einem unbestätigten Zeitungsartikel den Hauptschulabschluss mit der Endnote 1,5 nach und galt als resozialisiert.
Anfang Juni 2005 wurde „Mehmet“ zu einer Freiheitsstrafe von 18 Monaten verurteilt, weil er seine Eltern um Geld erpresst, verprügelt und mit dem Tod bedroht hatte. Zudem drohte die Widerrufung der Bewährung für die frühere, noch offene Haftstrafe von 12 Monaten. Daraufhin flüchtete er in die Türkei. Es folgte eine Ausweisungsverfügung. Da er dagegen keine Rechtsmittel einlegte, wurde diese unanfechtbar.

## Rückkehrversuche
Ab Anfang 2010 betrieb Ari in der Kleinstadt Çerkezköy ein Transportunternehmen sowie eine Paintball-Anlage, die mittlerweile geschlossen ist. Nach Aussage seines Anwalts Burckhard Beneken im September 2012 versuchte Ari zu erwirken, dass „auf den Rest der damaligen Strafe verzichtet“ wird, sodass er nach Deutschland zurückkehren kann. Bayerns Innenminister Joachim Herrmann lehnte im gleichen Monat eine Rückkehr ab.
„Mehmet“ wollte bei der Frankfurter Buchmesse 2013 seine am 8. Oktober 2013 erschienene Autobiografie vorstellen; er erhielt keine Einreiseerlaubnis. Der Haftbefehl einer bayerischen Justizbehörde besteht weiterhin.

## Verurteilung in der Türkei
Ari wurde im Oktober 2013 von einem Gericht in Antalya wegen schweren Raubes und Freiheitsberaubung in erster Instanz zu einer Freiheitsstrafe von 11,5 Jahren verurteilt. Der endgültige Ausgang des Verfahrens ist nicht bekannt. Im Juni 2020 war er in der Türkei in Haft.